# Big Ben (Pferd)
Big Ben (* 20. April 1976 in Kalmthout, Belgien, als Winston; † 11. Dezember 1999 in Perth (Ontario), Kanada) war ein Pferd des kanadischen Springreiters Ian Millar.

## Erste Jahre
Als Winston wurde Big Ben 1976 in Kalmthout geboren. 1983 wurde er für 2000 $ an einen Bauernhof in den Niederlanden verkauft und in Big Ben umbenannt. Kurz darauf kaufte ihn der kanadische Springreiter Ian Millar für 45.000 $. Obwohl Millar im Laufe von Big Bens Karriere einige lukrative Angebote gemacht wurden, lehnte er jedes einzelne ab.

## Karriere
1984 startete er erstmals bei Reitturnieren. Unter dem Sattel von Millar gewann Big Ben mehr als 40 Große Preise, darunter sechs Spruce Meadows Derbys. Außerdem gewannen die beiden zwei Weltcup-Springen in Folge (1988 in Göteborg und 1989 in Tampa). 1989 gewannen die beiden die Großen Preise von Bordeaux und Stuttgart. Millar wurde in der Weltrangliste auf Platz 1 geführt. In den Jahren 1987 und 1991 gewann das Paar den du Maurier International Grand Prix in Spruce Meadows, damals die höchstdotierte Prüfung der Welt.
1992 überlebte Big Ben zwei Koliken sowie einen Unfall, bei dem zwei Pferde starben und ein drittes aufgrund seiner Verletzungen unreitbar wurde. Nur zwei Monate später gewann er erneut einen Großen Preis.

## Rente und Tod

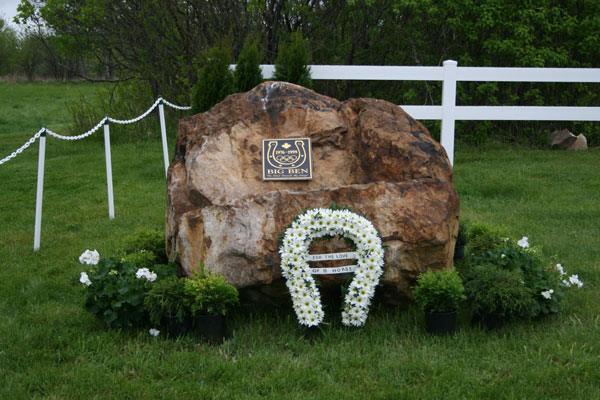
Grabstein Big Bens

1994, nach 11 Jahren im internationalen Sport, wurde er in Rente geschickt. Am 11. Dezember 1999 wurde er nach einer weiteren Kolik eingeschläfert. Er ist auf einer Anhöhe mit Blick auf den Hof von Ian Millar begraben.

## Ehrungen und Denkmäler
- 1999 wurde Big Ben von der kanadischen Post mit einem eigenen Stempel geehrt.
- 1996 wurde er, als zweites Pferd überhaupt, in die Hall of Fame des kanadischen Sports aufgenommen.
- Seine Geschichte wird in dem Buch Big Ben erzählt.
- 2000 schrieb Big Bens ehemaliger Groom Sandi Patterson in dem Buch „An Apple a Day: A Heartwarming Collection of True Horse Stories“ eine Hommage an Big Ben.
- 2005 errichtete die Perth and District Chamber of Commerce eine Bronzestatue von Big Ben und seinem Reiter Ian Millar. Diese steht in einem Park am Ufer des Tay River in der Innenstadt von der Stadt in Ontario.
- 2011 wurde das Buch Unbridled Passion: Show Jumping's Greatest Horses and Riders veröffentlicht, das die Karriere von Big Ben dokumentiert und Interviews mit Ian Millar und Sandi Patterson enthält.

## Erfolge als Springpferd
- Mitglied bei 7 Nationenpreis-Siegen
- Mehr als 40 Siege in Großen Preisen
- 3× Teilnehmer bei Olympischen Spielen (1984, 1988, 1992)[1]
- 1987 Doppel-Gold bei den Panamerikanischen Spielen
- 2× Sieger des du Maurier International Grand Prix in Spruce Meadows (1987, 1991)
- 6× Sieger des Spruce Meadows Derbys (1986, 1987, 1989, 1991, 1992, 1993 – 8 Starts)
- Als erstes Pferd Sieger zweier aufeinanderfolgenden Weltcups (1988, 1989)